# Hospital Regional de São José
O Hospital Regional de São José Doutor Homero de Miranda Gomes é um hospital público localizado em São José, na Grande Florianópolis. Com 382 leitos, é o maior hospital da região e um dos maiores de Santa Catarina. Sua estrutura inclui em anexo o Instituto de Cardiologia de Santa Catarina.

## História
O hospital tem o nome de Homero de Miranda Gomes, médico da Colônia Santa Tereza, prefeito de São José e deputado estadual. Foi inaugurado em 25 de fevereiro de 1987, e ativado no dia 2 de março do mesmo ano. No fim do ano foram inaugurados o Centro Cirúrgico e a Emergência.

## Estrutura
O Hospital Regional tem 382 leitos, incluindo 28 de UTI geral e 30 de UTI Neonatal. É referência nas áreas de Ortopedia/Traumatologia, Oftalmologia, UTI, Neonatologia e UTI Neonatal, Cirurgia Geral, Cirurgia Bariátrica, Emergência Geral e Pediátrica. Mesmo sofrendo de problemas estruturais e de pessoal, ainda é uma referência estadual, recebendo pacientes de todo o estado de Santa Catarina.
Em 2012 eram registradas em média 1,2 mil internações mensais, além de 580 cirurgias e cinco mil consultas ambulatoriais, além de 23 mil atendimentos na emergência geral. Em 2024, o Hospital Regional registrou 265.759 atendimentos de emergência, distribuídos entre Emergência Geral (107.337), Cirurgia Geral (12.861), Clínica Geral (54.546), Oftalmologia (12.780), Ortopedia e Traumatologia (27.150), Emergência Pediátrica (27.748) e Emergência Obstétrica (23.377). No mesmo ano, foram contabilizados 92.714 atendimentos ambulatoriais, sendo 20.381 em Ortopedia, 25.804 em Oftalmologia e 46.529 em demais especialidades. Além disso, o hospital realizou 19.616 procedimentos cirúrgicos, 3.923 partos e registrou 20.319 internações.
Dentro do hospital está sediado o Instituto de Cardiologia de Santa Catarina, com corpo clínico próprio com 131 médicos, emergência externa, unidades de internação, centro cirúrgico, UTI e ambulatório próprio.